# Via Hanseatica
Via Hanseatica – nazwa trasy łączącej miasta południowego Bałtyku. Zaczyna się w Lubece w Niemczech a kończy w Rydze na Łotwie. W niektórych dokumentach trasa jest przedłużana do Hamburga po stronie zachodniej oraz do Petersburga w Rosji po wschodniej. W znacznej części pokrywa się z trasą europejską E28.

## Miasta leżące przy trasie
- Hamburg (Niemcy)
- Lubeka (Niemcy)
- Rostock (Niemcy)
- Szczecin (Polska)
- Kołobrzeg (Polska)
- Koszalin (Polska)
- Słupsk (Polska)
- Lębork (Polska)
- Gdynia (Polska)
- Gdańsk (Polska)
- Elbląg (Polska)
- Królewiec (Rosja)
- Kłajpeda (Litwa)
- Szawle (Litwa)
- Ryga (Łotwa)
- Tallinn (Estonia)
- Petersburg (Rosja)

## Przebieg przez Niemcy
W Niemczech trasa przebiega drogami:
- autostradą A1 od Hamburga do węzła Lübeck z A20
- autostradą A20 na całej długości autostrady (węzeł Lübeck – węzeł Uckermark z A11)
- autostradą A11 od węzła Uckermark do granicy z Polską w Kołbaskowie

## Przebieg przez Polskę
W Polsce trasa przebiega drogami:
- autostradą A6 od granicy w Kołbaskowie do węzła Rzęśnica
- drogą ekspresową S3 od węzła Rzęśnica do Goleniowa
- drogą ekspresową S6 od Goleniowa do Koszalina
- drogą krajową nr 6 od Koszalina do obwodnicy Słupska
- drogą ekspresową S6 w ciągu obwodnicy Słupska
- drogą krajową nr 6 od obwodnicy Słupska do Trasy Kaszubskiej
- Trasą Kaszubską
- drogą ekspresową S6 (Obwodnica Trójmiasta)
- drogą ekspresową S7 od Trójmiasta do Elbląga
- drogą ekspresową S22 z Elbląga do przejścia granicznego Grzechotki-Mamonowo